# Петрова, Татьяна Владимировна
Татья́на Влади́мировна Петро́ва (22 мая 1973, Миасс, СССР) — российская ватерполистка, бронзовый призёр Олимпийских игр. Заслуженный мастер спорта России.

## Карьера
На Олимпиаде в Сиднее Татьяна в составе сборной России выиграла бронзовую медаль. На следующих Играх Петрова заняла 5-е место.
Четырёхкратная чемпионка России с сезона 1998/99 по сезон 2001/02, а также обладательница Кубка европейских чемпионов в сезоне 1998/99.

## Образование
В 1994 году окончила Челябинский государственный институт физической культуры.